# Crossed Swords 86
Crossed Swords 86 (deutsch Gekreuzte Schwerter) war ein US-amerikanisches, deutsches, britisches und belgisches FTX-Herbstmanöver im Herbst 1986 in Hessen, Niedersachsen und Nordrhein-Westfalen.

## Truppengliederung
Die Übungstruppe BLAU setzte sich wie folgt zusammen:
- 16. BE-Division/16de Pantserdivisie COMRECCE (Corps Reconnaissance Command – Korpsaufklärung)
- 33rd UK-Armoured Brigade, (Task Force ECHO) – 4th Armoured Division, Paderborn
- Heimatschutzbrigade 53, Düren
- Fallschirmjägerbataillon 251, Altenstadt/Schongau
- Pionierkommando 800, Hilden
- Heeresfliegerregiment 16, Celle

ORANGE gliederte sich wie folgt:
- 1. BE-Division/1er Division d’Infanterie, Liège, Belgien
  - Panzergrenadierbrigade 7/7éme Brigade d’Inf. Blindée, Marche-en-Famenne
  - BE-Regiment Para-Commando/Régiment Para-Commando
- 2nd US-Armored Division „Hell on Wheels“
  - 3rd Brigade, Garlstedt

Das Feldjägerbataillon 730, Düsseldorf, unterstützte dabei für die lenkende Funktion auf den Marschstraßen.

## Umfang
Crossed Swords 86 fand unter der Übungsleitung des I. BE-Korps vom 8. bis 19. September 1986 im Raum Warburg, Höxter, Bad Karlshafen, Hameln, Bad Pyrmont, Hildesheim, Holzminden, Northeim und Einbeck. An der Übung waren insgesamt 24.500 Soldaten (15.000 belgische Soldaten, 3.500 Bundeswehrsoldaten, 3.000 britische und 3.000 US-amerikanische Soldaten), 7.000 Rad- und 2.000 Kettenfahrzeuge beteiligt.

## Ablauf
Der Ballungsraum befand sich westlich der Weser, Holzminden, Kassel, Borgentreich, Haaren, Uslar, Flugplatz Ziegenbusch, Wiensen, Dinkelhausen, Bollensen, Volpriehausen und Bredelar. Am 8. September 1986 begann die Aufmarschphase der Übung. Einen Tag später kam es zu Brückenschlägen bei Zons und Hitdorf über den Rhein für die Fahrzeuge des Stabes der 1. BE-Division und der BE-Panzergrenadierbrigade 7 und dem Landmarsch in den Übraum. Am 10. September begann der Angriff der BE-Division der Truppe ORANGE, sowie auf der Gegenseite die Aufnahme und Führung des Verzögerungsgefechtes durch COMRECCE BLAU, was zur Folge hatte, dass COMRECCE kämpfend über die Weser ausweichen musste.
Am Donnerstag, den 11. September 1986, kämpfte die 16. BE-Division (BLAU) ein Verteidigungsgefecht am VRV, während die 1. BE-Division angriffsweise die Weser überschritt. Am gleichen Tag ereigneten sich Luftlandeoperationen ORANGE im Raum Haaren im Eggegebirge durch das BE-Regiment Para-Commando, was zum Einsatz der Heimatschutzbrigade 53 zum Schutz der rückwärtigen Räume führte.
Am Freitag, den 12. September 1986, erfolgte der Gegenangriff BLAU durch die 16. BE-Division und der 33. UK-Armoured Brigade im Raum südlich von Borgentreich, während ORANGE seine Luftlandeoperation fortsetzte. Am 13. September 1986 bezog die 16. BE-Division (BLAU) in der Tiefe eine neue Verteidigungsstellung auf der Höhe Haaren. Am Sonntag nahm die 1. BE-Division das Eggegebirge. Am gleichen Tag wurde die Befehlsausgabe für die 2. Phase der Gefechtsübung bekannt gegeben, woraus vorbereitende Maßnahmen für den Gegenangriff BLAU resultierten.
Zwischen Göttingen und Nörten-Hardenberg wurde der Straßenverkehr durch den Einsatz von Nebelmitteln stark behindert.
Montag, der 15. September 1986 begann mit dem Gegenangriff BLAU, welcher von ORANGE mit einem Verzögerungsgefecht begegnet wurde. Einen Tag später war der Feinddruck zu stark, so dass ORANGE den Angriffskräften über die Weser ausweichen musste und BLAU den Fluss überschreiten konnte. Fallschirmjägerbataillon 251, der 16. BE-Division (BLAU) unterstellt, führte im Raum Uslar eine Luftlandung durch. Die 16. BE-Division (BLAU) setzte ihren Gegenangriff fort.
Am 18. September 1986 wurde von der Leitung Übungsende befohlen und die Übende Truppe kehrte in ihre Heimatstandorte zurück.

## Medien
- Die großen Übungen der Bundeswehr 2. DVD. Breucom-Medien, 2011, ISBN 978-3-940433-33-6.